# Olga Zrihen
Olga Zrihen (Casablanca, 10 januari 1953) is een Belgische politica voor de PS.

## Levensloop
Olga Zrihen, van Marokkaans-Joodse origine, vestigde met haar familie in Noord-Frankrijk en daarna in het Henegouwse La Louvière. Ze is licentiate afgestudeerd aan de internationale tolkenschool van Bergen-Henegouwen, meertalig en moeder van één zoon.
Beroepshalve werd ze lerares Duits en Engels. In La Louvière nam ze deel aan syndicale activiteiten en van 1991 tot 2001 was ze directrice van het Opleidingsdepartement van Culturele Zaken van de provincie Henegouwen. In dezelfde periode was ze kabinetschef van Pierre Dupont, gedeputeerde van de provincie Henegouwen.
Als Frans staatsburger kwam ze bij de Europese verkiezingen van 1999 op als opvolger op de Belgische PS-lijst. In 2000 was ze kandidaat om gemeenteraadslid van La Louvière te worden. Ze werd verkozen en oefent het mandaat nog steeds uit. Van 2006 tot 2009 was Zrihen eveneens schepen van de stad. Ook was ze van 1994 tot 1999 voorzitter van de PS-afdeling van La Louvière, van 2004 tot 2014 voorzitster van de PS-federatie van het arrondissement Zinnik en van 2011 tot 2015 nationaal ondervoorzitter van de PS.
In april 2001 volgde Zrihen Claude Desama op in het Europees Parlement. Ze nam toen de Belgische nationaliteit aan. Bij de verkiezingen van 2004 werd niet herkozen als Europarlementslid. Vervolgens was ze van 2004 tot 2007 gecoöpteerd senator in de Belgische Senaat.
In 2007 volgde ze Philippe Busquin op als rechtstreeks gekozen senator in de Belgische Senaat. In 2009 werd ze verkozen in het Waals Parlement en in het Parlement van de Franse Gemeenschap waardoor ze ontslag moest nemen als rechtstreeks gekozen senator. Ze bleef evenwel lid van de Senaat, maar dan wel als gemeenschapssenator. In de Senaat was ze van 2009 tot 2014 quaestor en van 2010 tot 2014 voorzitter van het college van quaestoren.
Bij de verkiezingen van 2014 werd Zrihen herkozen in het Waals Parlement en in het Parlement van de Franse Gemeenschap. Door haar partij werd ze opnieuw naar de Belgische Senaat gestuurd als deelstaatsenator (de nieuwe benaming voor gemeenschapssenatoren die er kwam na de hervorming van de Senaat). Van 2014 tot 2019 was ze ondervoorzitter van de Senaat. In 2017 zat ze in het Waals Parlement de onderzoekscommissie naar het Publifinschandaal voor. Bij de verkiezingen van 2019 stelde Zrihen zich kandidaat voor het Europees Parlement, maar ze werd niet verkozen.
Van 2015 tot 2020 zetelde ze bovendien in het Comité van de Regio's.